# Ригетто, Ренато
Ренато Ригетто (порт. Renato Righetto, 30 января 1921, Кампинас — 18 ноября 2001, Кампинас) — бразильский баскетбольный судья. В 2007 году включён в зал славы ФИБА. 
Архитектор по профессии, в качестве рефери обслужил более 800 международных встреч в период между 1960 и 1977 годами. Работал на четырёх мужских турнирах Олимпийских игр: 1960, 1964, 1968, 1972 годов, причём на всех, за исключением 1964 года судил финальные поединки. 
Судил на Чемпионате мира по баскетболу среди женщин 1971 года, а также на Панамериканских играх 1967 и 1971 года. Вышел на пенсию в 1977 году, скончался в 2001 году у себя на родине в Бразилии от болезни Альцгеймера. 
Имя Ренато Ригетто часто ассоциируется со спорными и имевшими широкий международный резонанс решениями, принятыми им и его помощником болгарином Артеником Арабаджияном в финальном поединке Олимпийских игр 1972 года между сборными СССР и США. 